# デニス・ストラットン
デニス・ストラットン（Dennis Stratton、1952年10月9日-）はイングランド出身のギタリスト。アイアン・メイデンの元メンバーとして知られる。 

## 経歴
1952年、ロンドンで生まれる。ギターを始めた頃はサッカー選手として有望視され、16歳の時ウェストハム・ユナイテッドに短期間在籍していた。
1973年、ハーヴェスト(後にウェッジウッドに改名)に加入。 2年後、リーマス・ダウン・ブールバードを結成し、ロリー・ギャラガーやステイタス・クオーのツアーに参加。
1979年12月、ストラットンの演奏を見たスティーヴ・ハリスに誘われてアイアン・メイデンに加入。 同時にストラットンの推薦でクライヴ・バーも加入した。1980年4月、1stアルバム「鋼鉄の処女」のレコーディングに参加。また、キッスのツアーにも参加した。
1980年10月にハリスやマネージャーのロッド・スモールウッドとの関係が悪化して脱退。公式では「音楽性の違い」が脱退の理由となっている。
脱退後、ジェス・コックス、スティーヴ・マンらとライオンハートを結成。
1990年、日本で行われたNWOBHM10周年記念コンサートに参加し、トロイ兄弟、ポール・ディアノ、ブルース・ビスランドと共にアイアン・メイデンやプレイング・マンティスの曲を演奏。これがきっかけで同年、プレイング・マンティスの再結成に参加。
1995年、ディアノとオリジナル・アイアン・メンを結成し、3枚のアルバムをリリースした。 最近では、地元イースト・ロンドンで時々再結成したリーマス・ダウン・ブルーバードで活動したり、アイアン・メイデンの名曲を演奏する様々なカヴァー・バンドとツアーを行ったりしている。

## ディスコグラフィー

### リーマス・ダウン・ブールバード
- Live - A Week at the Bridge E16 (Sampler, 1978)
- Live EP at the Bridge E16 (Sampler, 2002)
- The Bridge House - Book Launch & Reunion (DVD, 2007)
- Live - Worth the Wait (4th Time Lucky) (CD/DVD, 2011)

### アイアン・メイデン
- 鋼鉄の処女 (1980)
- Live!! +one (1980)
- 12 ウェイステッド・イヤーズ (1987)
- ファースト・テン・イヤーズ (1990)
- ベスト・オブ・ザ・ビースト (1996)
- エド・ハンター (1999)
- BBC Archives (2002)
- ベスト・オブ・Bサイド (2002)
- The History of Iron Maiden – Part 1: The Early Days (2004)
- エッセンシャル (2005)

### ライオンハート
- ホット・トゥナイト (1984)
- セカンド・ネイチャー (2017)

### プレイング・マンティス
- ライブ・アット・ラスト (1990)
- プレデター・イン・ディスガイズ (1991)
- ア・クライ・フォー・ザ・ニュー・ワールド (1993)
- オンリー・ザ・チルドレン・クライ (EP) (1993)
- プレイ・イン・ザ・イースト (1994)
- トゥ・ザ・パワー・オブ・テン (1995)
- キャプチャード・アライブ・イン・トーキョー・シティ (1996)
- フォーエバー・イン・タイム (1998)
- ノーホエア・トゥ・ハイド (2000)
- ザ・ジャーニー・ゴーズ・オン (2003)
- ベスト・オブ・プレイング・マンティス(2004)

### オリジナル・アイアン・メン
- オリジナル・アイアン・メン (1995)
- オリジナル・アイアン・メン2 (1996)
- アズ・ハード・アズ・アイアン (1996)
- メイド・イン・アイアン (1997)